# State of the Art

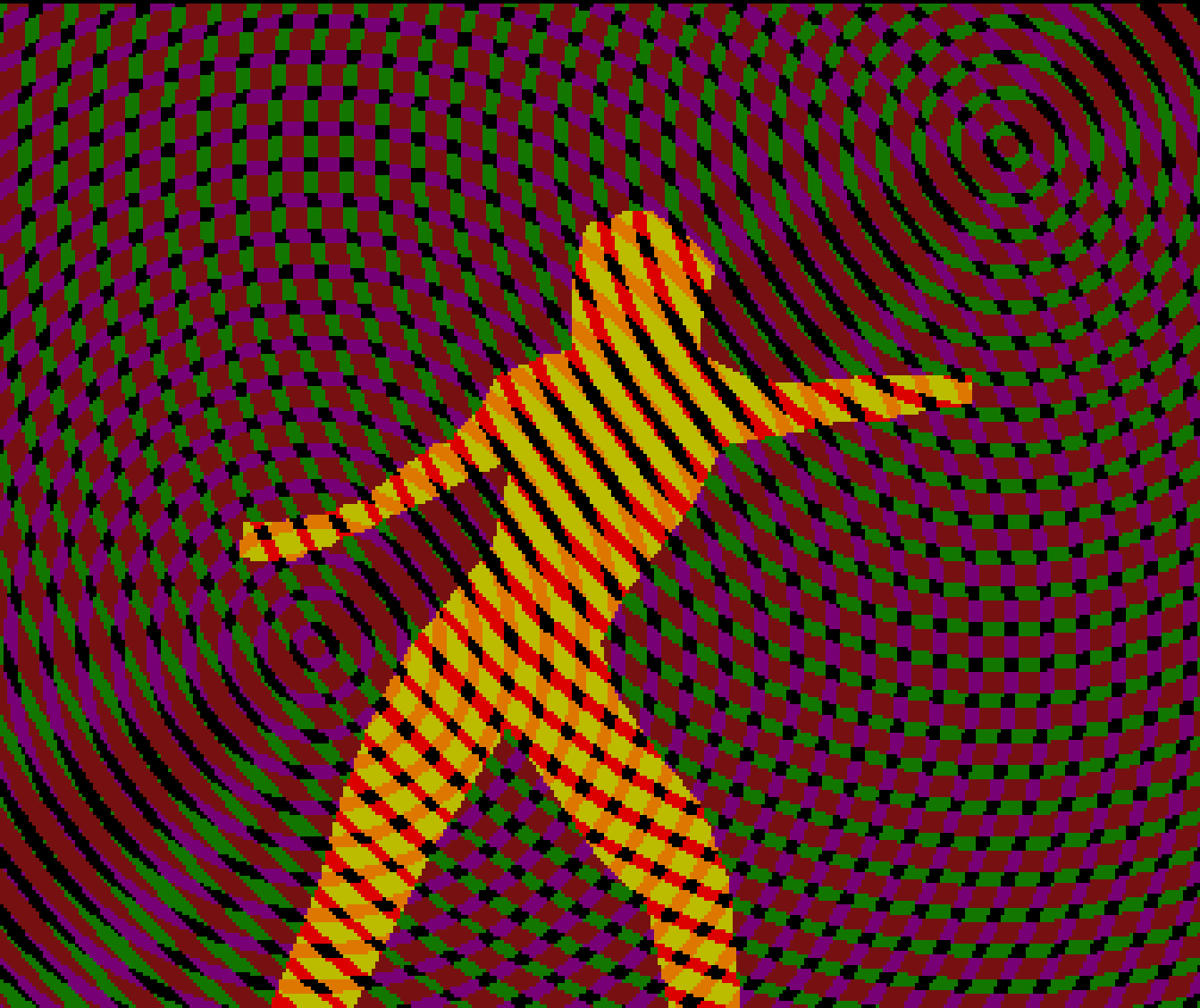

State of the Art (traducción aproximada: «a la última») es una histórica demo de Amiga realizada por el grupo Spaceballs.
Fue la ganadora en la competición de demos “The Party” en 1992.
Para la realización de esta demo los componentes del grupo utilizaron la captura de movimientos de una bailarina que posteriormente vectorizaron para que en la propia demo se transformasen en formas geométricas sincronizadas con una banda sonora de música rave.
A pesar de no ser una demo que se centrase en superar técnicamente las demostraciones de la época si que gracias a ser artísticamente agradable consiguió el primer puesto.
La secuela de State of the Art fue Nine fingers.
La producción de la demo fue descrita en una entrevista en la revista en disco RAW Amiga # 5.